# きぶな

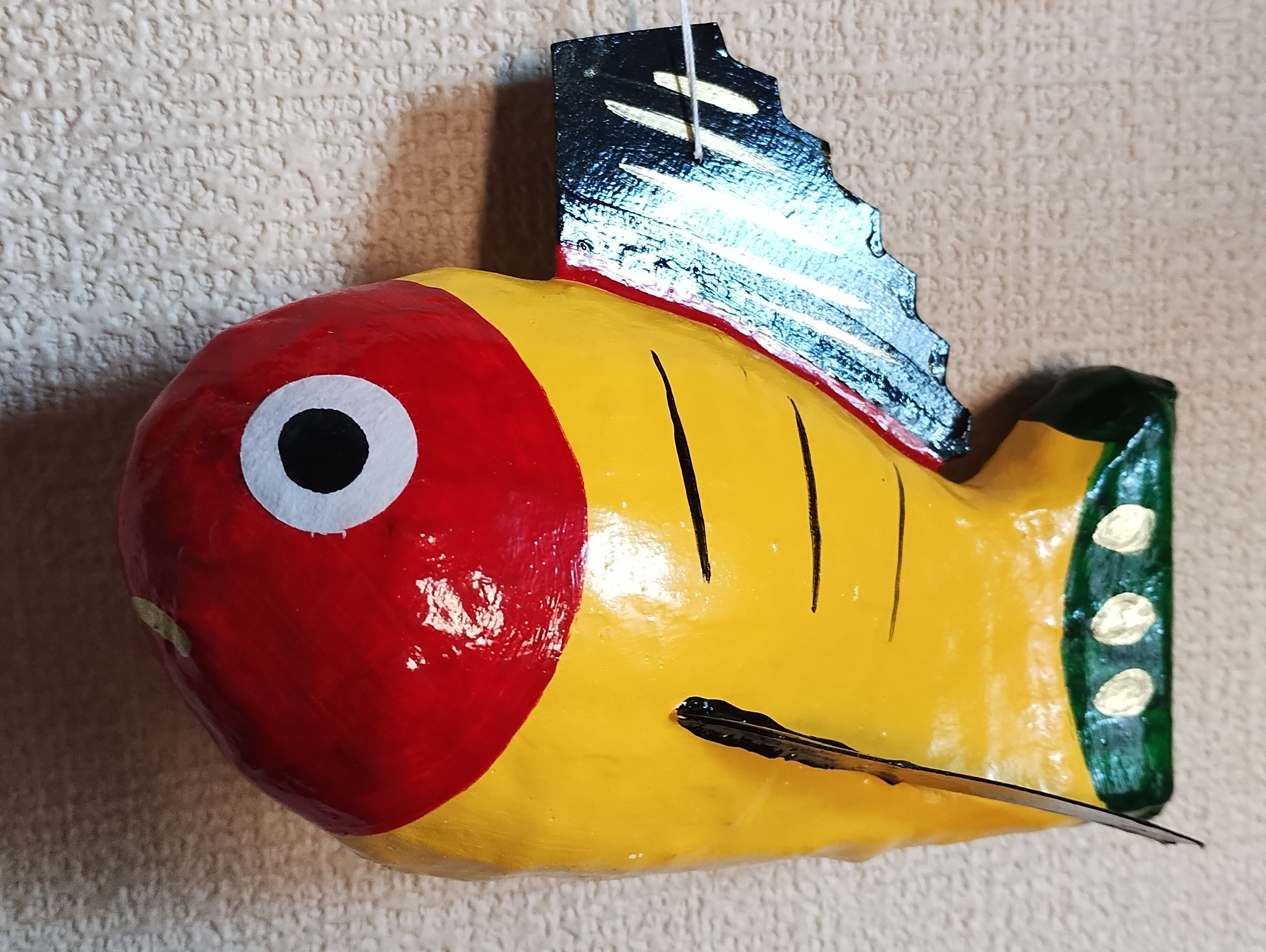
きぶな

きぶな（黄鮒、黄ぶな）とは栃木県宇都宮市の郷土玩具である。
江戸時代から縁起物として作られており、黄色い鮒を食べたことで病気が治った伝説を由来とする。

## 解説
宇都宮市には「昔天然痘が流行った時に、黄色いフナが市中心部の田川で釣れ、病人がその身を食べたところ治癒した」という伝説がある。きぶなを食べた人は病気にならなかったが、きぶなを釣るのは難しかったため、フナを模した縁起物の張り子を作って正月に軒下に吊るしたり、神棚に供えたりする習慣が生まれた。きぶなは長さ約30センチメートルの細い竹竿に吊り下げられた張り子で、頭部は赤色、ひれは黒色、胴体が黄色、尻尾が緑色と色鮮やかである。
昔は宇都宮市南新町の農家の副業として多くの人が制作していたが、その後西原町の浅川仁太郎と次男の浅川俊夫の2人だけが技術を継承した。仁太郎の死後はかんぴょうやふくべ（ユウガオの実）の細工を手掛ける小川昌信が、きぶなの消失を危惧する人々の勧めで技術を継承し、従来の張り子にとどまらない商品展開を行った。
きぶなの木型に和紙を張りつけて1日半ほど乾燥させたのち、きぶなの腹部を切って木型を取り出して切り口に紙を張り、ニカワできぶなのひれを付け半日ほど乾燥させてからひれを整型し、胡粉をぬり半日ほど乾燥させ、赤・黄色などの絵の具で着色するのが大まかな制作の流れである
毎年1月11日の初市に上河原の初市会場と宇都宮二荒山神社の参道で販売されてきた。宇都宮市内の物産店でも販売するようになった。通常は張り子や土鈴であるが、ストラップ、キーホルダー、ハンチング帽、こいのぼりなどの派生品もある。黄鮒を模した最中やご当地キティや日本酒の銘柄としても使用される。
また、2002年には宇都宮市内を走るバスの愛称（きぶな号）に採用されているほか、きぶなにちなんだキャラクターの「郷土玩具怪獣 キブナドン」（郷土を守る優しい怪獣）が2014年頃から登場した。

## 新型コロナウイルスときぶな

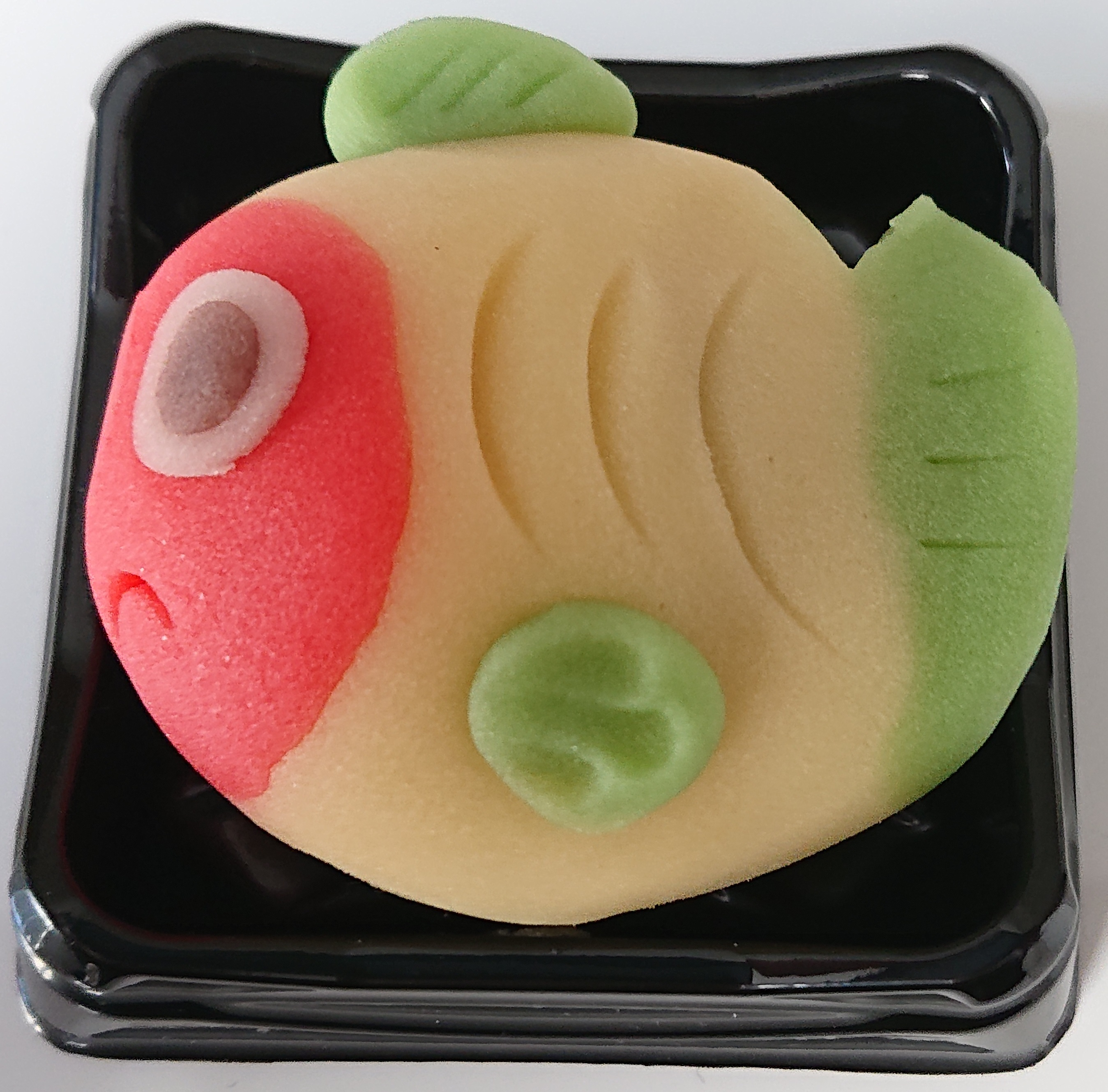
新型コロナウイルス感染症の流行を受けて作られた、練り切りのきぶな

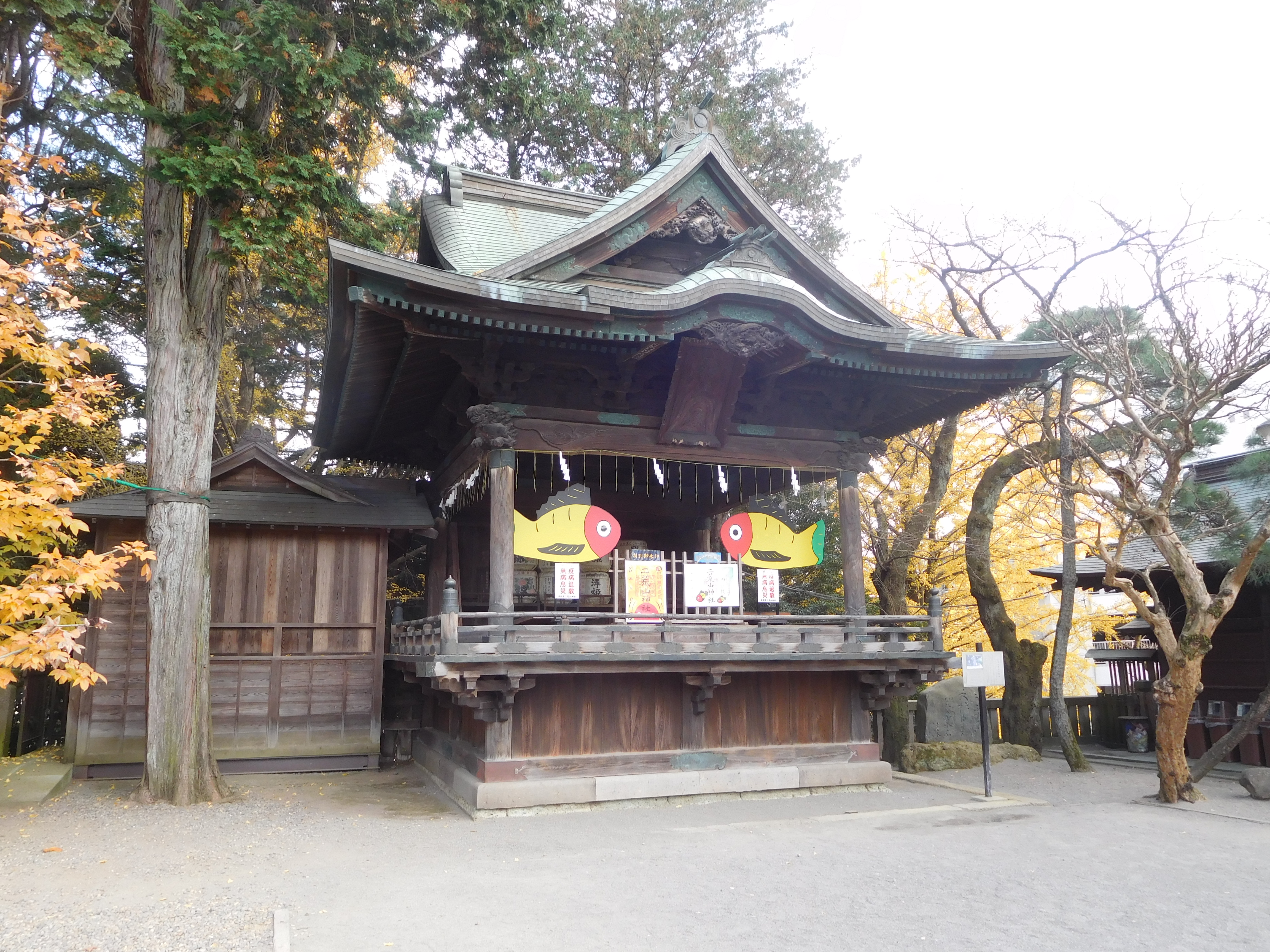
宇都宮二荒山神社に飾られたきぶな

2020年（令和2年）の新型コロナウイルス感染症の日本での流行を受け、ソーシャル・ネットワーキング・サービス（SNS）では妖怪のアマビエに関心が集まる一方、宇都宮市ではきぶなへの関心が高まっている。伝統的に行われてきたように、玄関先にきぶなを吊るして無病息災を祈願する人や、きぶなグッズを買い求める人、SNSで「黄ぶな運動」を展開する人、きぶなのお守りを作り医療従事者に届ける人、「黄ぶな体操」を広める人、新たにきぶなを描いたTシャツを販売する店が現れた。
黄ぶな運動とはSNSでハッシュタグ「#黄ぶな運動」を付けて、黄ぶな関連情報、健康管理のための情報、お店のテイクアウト情報、新型コロナウイルス関連助成金制度の情報や中止・延期となったイベントに関する情報など共有できる有益な情報発信するという運動である。イラストをSNSに投稿することも黄ぶな運動に含まれる。この運動をきっかけにきぶな周知に大きく貢献した。また、宇都宮市出身の漫画家・湯沢としひとは、黄ぶな運動の影響を受けSNSできぶなを主人公とする「黄ぶな係長」という漫画の連載を開始した。2021年のこいのぼりシーズンには、静岡県沼津市のオフィスグルーが運営するオリジナルこいのぼり製作チーム「ミセスミシン」が、きぶな型のこいのぼり「きぶなのぼり」を製作している。
これを機により一層の浸しみをもってもらおうと９月２７日を「黄ぶなの日」として活動もはじまった。（きぶな欄内記念日を参照）
宇都宮市立南図書館では、図書館での長期滞在による感染拡大を防止する観点から、職員が選んだおすすめの本をセットにした「きぶなぶっく!」を準備した。しかし図書館は臨時休館を余儀なくされた。一方、きぶなへの関心の高まりから、図書館が所蔵する立松和平著の絵本『黄ぶな物語』への注目も高まった。貸し出しが不可能なため、『黄ぶな物語』を朗読する動画を映画監督の安孫子亘が撮影し、南図書館が配信することになった。
宇都宮市の宗教界では、光琳寺が2020年（令和2年）9月よりきぶなを描いたお守りの配布を開始し、宇都宮二荒山神社では9月12日からきぶなをあしらった御朱印の頒布を開始した。その後12月には黄ぶなデザインのお守りも授与している。光琳寺はお守りから得られた収益を医療従事者への寄付や前年の台風19号の復旧義援金に充てるとしている。このほか、宮の市実行委員会は同会が主催する宮の市が中止になった代わりの事業としてうつのみや表参道スクエアに「黄ぶな大明神」と称する神社を期間限定で設置した。2023年現在黄ぶな大明神はうつのみや表参道スクエア2階宇都宮観光コンベンション協会に設置されている。

## 記念日
2021年(令和3年)9月27日。語呂合わせで９(き)２７(ぶ)(な)。医療従事者の方への日頃の感謝を含め,宇都宮民話伝承,歴史伝承周知の日として『黄ぶなの日』を設け街の活性化に繋げる商業イベントを開催している。
　賛同する商店街が大きな黄ぶなのフラッグを掲げる他、各賛同するお店が新生活様式を用いてコロナ感染対策を徹底した上、黄ぶなの日に合わせて、オリジナルイベントを開催。今泉八坂神社でも活動に賛同し「黄ぶなの日」限定御朱印を授与した。
2022年(令和4年)には、「#黄ぶな運動」や「『黄ぶなの日』記念日制定」発案者でもある関口慶介氏(この他宇都宮二荒山神社の御用達看板も発案している)を中心に、宇都宮市内の商店や神社仏閣,商店街や団体で構成された『黄ぶな推進協議会』が設立された。
翌年2023年(令和5年)4月14日。黄ぶな推進協議会は一般社団法人日本記念日協会の中で初の郷土玩具記念日として認定を受けている。  
・2025年4月1日令和6年度宇都宮市民憲章表彰『市民憲章賞』受賞

## 関連書籍
- 『黄ぶな物語』 - 絵本（作：立松和平、絵：横松桃子、文字：佐藤信明 1999年 アートセンターサカモト ISBN 9784901165013）